# B. Frank Murphy

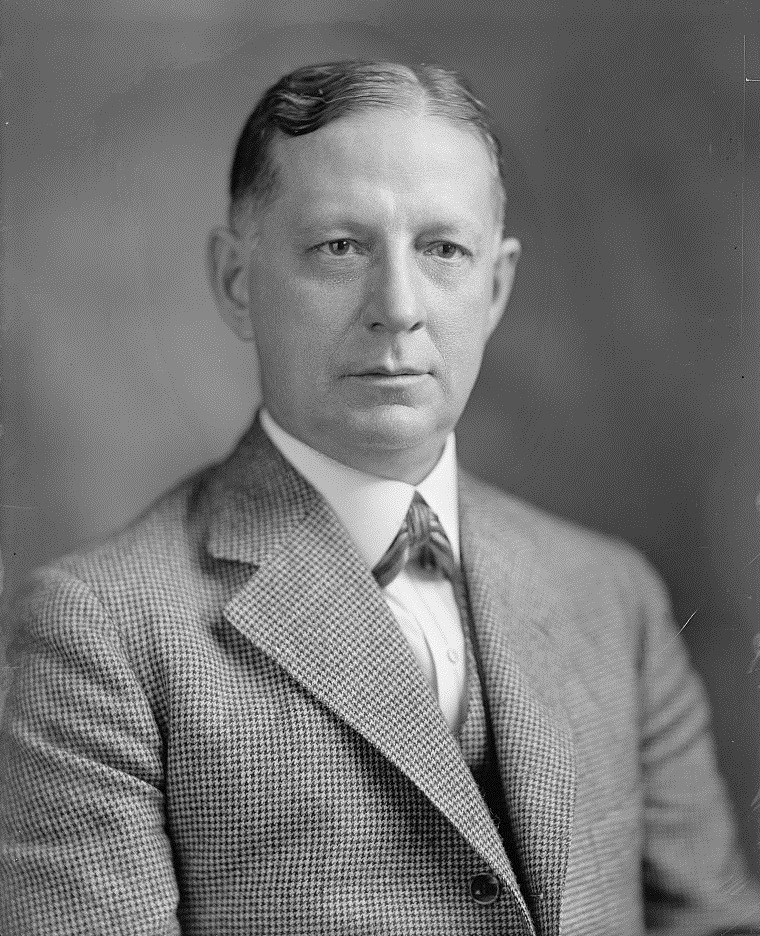
B. Frank Murphy

Benjamin Franklin Murphy (* 24. Dezember 1867 in Steubenville, Ohio; † 6. März 1938 in Takoma Park, Maryland) war ein US-amerikanischer Politiker der Republikanischen Partei. Vom 4. März 1919 bis zum 3. März 1933 war er Mitglied des Repräsentantenhauses der Vereinigten Staaten für den 18. Kongressdistrikt des Bundesstaates Ohio.

## Leben
Murphy wurde in Steubenville geboren. Er besuchte dort die örtlichen Schulen. Nach dem Besuch der Schule erlernte er den Beuf des Glasers. Später war er als Schuhmacher, Banker und Immobilienmakler tätig. Während des Ersten Weltkrieges engagierte er sich ehrenamtlich im CVJM. 
Als Kandidat der Republikaner wurde Murphy 1918 ins US-Repräsentantenhaus gewählt. Von 1921 bis 1923 war er Vorsitzender des United States House Committee on Oversight and Government Reform. Im House vertrat er insgesamt 14 Jahre lang den 18. Distrikt von Ohio. 1933 schied er nach gescheiterter Wiederwahl aus.
Murphy ließ sich in Washington, D.C. nieder. Er starb 1938 in Takoma Park in Maryland. Er wurde auf dem Union Cemetery in seiner Geburtsstadt beigesetzt.